# Зубарев, Василий (футболист)
Васи́лий Зубарев (1911 — неизвестно) — советский футболист, нападающий.

## Биография
Родился в 1911 году. 
Являлся воспитанником команды завода «Большевик» в Ленинграде. Единственную игру провёл в командах мастеров в осеннем чемпионате 1936 года — 30 сентября в составе ленинградского «Динамо» против московского «Спартака» (0:3). В 1939 году участвовал (?) в составе молодежной сборной Ленинграда в товарищеском футбольном матче на московском стадионе «Динамо», посвященном 5-летию мирового рекорда по штанге, установленным советскими атлетами. Также выступал за завод «Прогресс» (1941).
Иногда указывают, что в 1938 году он выступал в составе ленинградского «Зенита», однако в других источниках там значится Виктор А. Зубарев, родившийся в 1914 году.
Дата и место смерти неизвестно.